# Chapelton (stacja kolejowa)
Chapelton – stacja kolejowa położona 56 km od Exeter St Davids, obsługująca wieś Chapelton w hrabstwie Devon na linii kolejowej Tarka Line. Stacja bez sieci trakcyjnej. Przez pewien czas istniała jako dwutorowa.

## Ruch pasażerski
Stacja obsługuje ok. 142 pasażerów rocznie (dane za rok 2021/2022). Posiada bezpośrednie połączenia z Exeterem, Crediton i Barnstaple. Pociągi odjeżdżają ze stacji co godzinę. Pociągi zatrzymują się na stacji na żądanie.

## Obsługa pasażerów
Automaty biletowe, przystanek autobusowy.